# Portret van ambassadeur Gabriel de Luetz d'Aramont
Het Portret van ambassadeur Gabriel de Luetz d'Aramont is een schilderij van Titiaan uit 1541-42. Het maakt deel uit van de collectie van de Pinacotheek van het Castello Sforzesco in Milaan.

## Gabriel de Luetz d'Aramont
Gabriel de Luetz d'Aramont et de Vallabrègues (overleden in 1553) was van 1546 tot 1553 de Franse ambassadeur in het Ottomaanse Rijk, eerst in dienst van Frans I en vervolgens van Hendrik II. In die tijd probeerde Frankrijk op diplomatieke wijze de invloed van het Habsburgse Rijk onder leiding van Karel V te verminderen. Het Ottomaanse Rijk werd daarbij als een waardevolle bondgenoot gezien. De ambassadeur werd vergezeld door een groot aantal wetenschappers zoals Guillaume Postel, Pierre Belon en André Thévet. Na hun terugkeer naar Frankrijk publiceerden zij hun bevindingen en droegen zo in grote mate bij aan de ontwikkeling van de vroege wetenschap in het land. De eerste Italiaanse uitgave van de Koran (1547) was opgedragen aan Gabriel de Luetz d'Aramont.
De ambassadeur stond bekend als een bekwaam diplomaat, maar ook als een gewetenloze krijgsheer. Waarschijnlijk bestelde hij dit portret in 1541-42 bij Titiaan toen hij langere tijd in Venetië verbleef. De inscriptie op het schilderij vertelt wie er is afgebeeld: MONS. DE ARAMONT IMBASATOR DE RE DI FRANC [...] / A CONSTANTINOPOLI.
Het schilderij maakte deel uit van de collectie van prins Luigi Alberico Trivulzio. In 1935 kwam het in handen van de stad Milaan.

## Voorstelling
De ambassadeur is afgebeeld in een portret van halve lengte. Hij is gekleed in een sober, donker pak waar een witte boord en mouw onderuit komen. Op zijn borst draagt hij een gouden ketting. Het groene gordijn dat achter de ambassadeur hangt, licht op door een lichtbron die ook de geportretteerde verlicht.
Het opvallendste element op het doek is de bundel pijlen die de man in zijn rechterhand vasthoudt. De betekenis ervan is onduidelijk. Het kan gaan om een heraldische verwijzing of een persoonlijke eigenschap symboliseren. Een derde mogelijkheid is dat de pijlen de gespannen verhoudingen tussen de de christelijke staten en de Ottomaanse en Arabische wereld symboliseren. Sommige kunsthistorici hebben een verband gelegd met de pose van de heilige Sebastiaan op het fresco van het Laatste Oordeel in de Sixtijnse Kapel van de door Titiaan bewonderde Michelangelo.
Uit onderzoek met röntgenstralen is gebleken dat Titiaan lang met de compositie van het portret geworsteld heeft. Het heeft niet de psychologische zeggingskracht van zijn beste werken, maar valt op door het kleurgebruik en spel van licht.

## Afbeelding

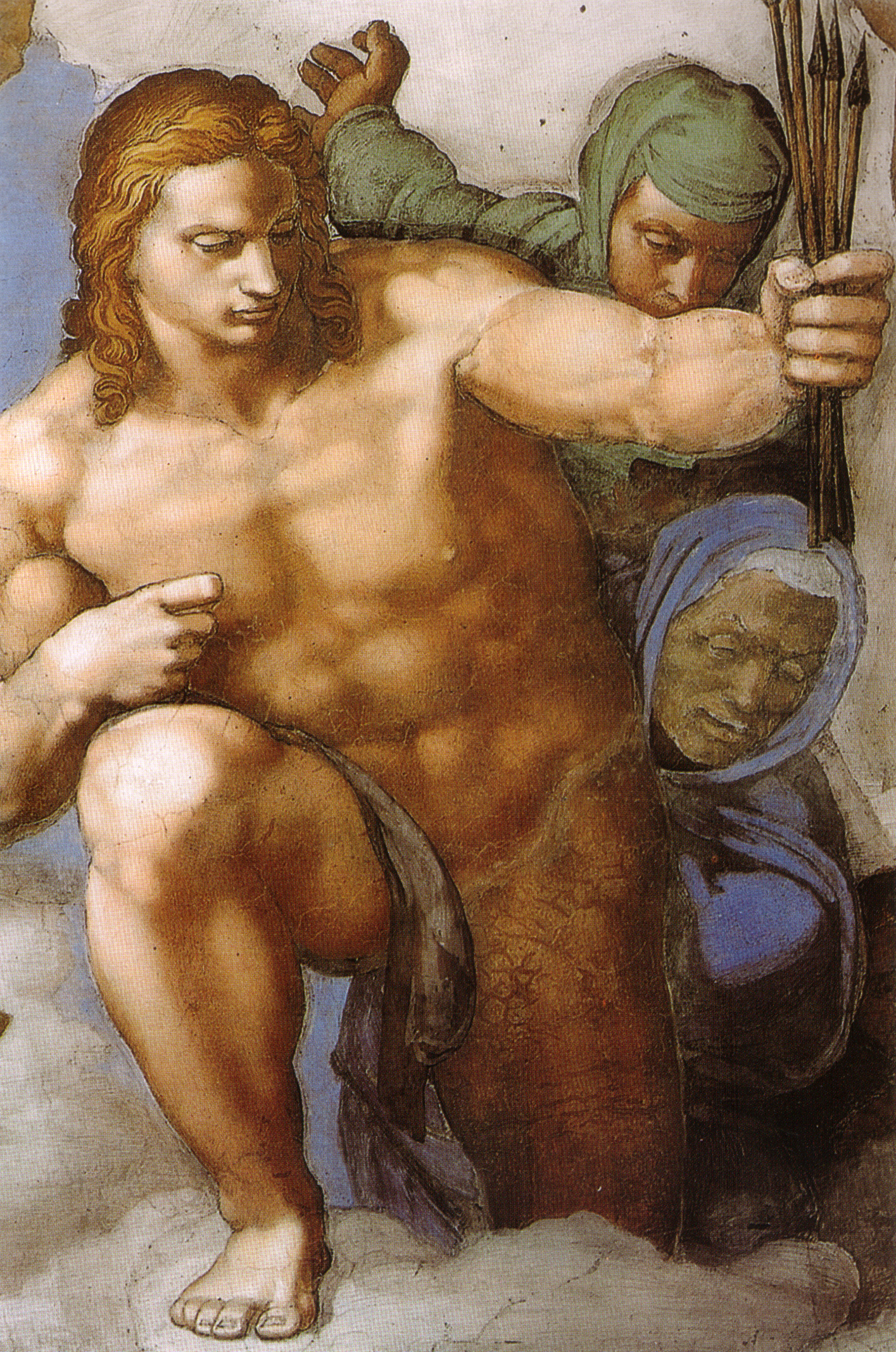
De heilige Sebastiaan - Michelangelo